# Hermann Becker
Hermann Becker (ur. 10 września 1887 w Tribus na Górnym Śląsku, zm. 21 kwietnia 1970) – as lotnictwa niemieckiego Luftstreitkräfte z 23 potwierdzonymi zwycięstwami w I wojnie światowej, dowódca Jagdstaffel 12.
Hermann Becker służbę w lotnictwie rozpoczął jako obserwator w 1916 najpierw w Fliegerabteilung 2, a następnie na froncie wschodnim w Fliegerabteilung 57. Po odbyciu szkolenie z pilotażu służył w dywizjonie bojowym, a następnie w jednostce szturmowej Schusta 11 i służył na froncie zachodnim w okresie 1916-1917 biorąc udział między innymi w walkach nad Sommą i pod Verdun. 
W maju 1917 został przeniesiony do eskadry myśliwskiej Jagdstaffel 12, której w kwietniu 1918 został dowódcą. Pierwsze z 23 zwycięstw jakie odniósł (wszystkie w Jasta 12) miało miejsce 6 stycznia 1917, ostatnie w końcowej fazie wojny – 3 listopada 1918.

## Odznaczenia
- Królewski Order Rodu Hohenzollernów – 15 maja 1918
- Krzyż Żelazny I Klasy
- Krzyż Żelazny II Klasy